# Glottertal
Glottertal là một thị xã trong huyện Breisgau-Hochschwarzwald bang Baden-Württemberg in southern thuộc nước Đức. Đô thị Glottertal có diện tích 30,76 km², dân số thời điểm 31 tháng 12 năm 2020 là 3202 người.